# Modelo Upsala
El Modelo Upsala es una teoría que explica como las empresas gradualmente intensifican sus actividades en mercados extranjeros. El modelo de Uppsala es considerado una herramienta estratégica utilizada en el proceso de internacionalización que atraviesan las organizaciones, es decir, el camino que recorre una empresa al momento de expandirse en nuevos mercados. El mismo se describe como un proceso que va incrementándose gradualmente, ya que en cada etapa las empresas adquieren mayores conocimientos, y por ende, aumentan su compromiso con el mercado internacional. Estas etapas establecen que al momento de irrumpir en nuevos mercados, las empresas realizarán actividades poco frecuentes de exportación, luego realizarán exportaciones a través de ciertos representantes, y finalmente impulsarán el desarrollo de distintas sucursales comerciales y de unidades productivas en otros países; las mismas están basadas en dos variables fundamentales que son, el hecho de conocer mercados nuevos y que la empresa cuente con cierto grado de responsabilidad y compromiso en estos mercados. A medida que las etapas van superándose, las organizaciones comienzan a adquirir mayor experiencia y tienden a disminuir la incertidumbre que se genera por la participación en mercados externos.

## Características
Las características principales de este modelo son las siguientes:
1.- Las firmas o compañías ganan experiencia del mercado doméstico antes de involucrarse en mercados extranjeros.
2.- Las firmas o compañías inician sus operaciones en el extranjero en países cercanos con afinidad cultural y geográfica
3.- Gradualmente las compañías comenzarán a tener operaciones con países cada vez más lejanos y diferentes en materia cultural y geográfico.
Bajo este modelo las compañías comenzarán sus actividades en el extranjero con actividades de riesgo limitado al usar exportaciones tradicionales (generalmente impulsadas por la existencia de Tratados Comerciales) y gradualmente inician actividades más intensivas (y que generan mayores riesgos) y que demandan nuevos modelos de operación (tales como ventas, subsidiarias, subcontratación, etc.).
El Modelo Upsala propone a su vez que las ventas en el extranjero comienzan con órdenes de exportación ocasionales, las cuales serán reemplazadas por exportaciones regulares, con lo cual poco a poco la empresa podrá producir cantidades que satisfagan la demanda de sus clientes en el extranjero.
A su vez las actividades internas de la empresa y las que refieren a la venta del producto como servicios, conocimiento y sistemas, deben de ser incluidos para el desarrollo óptimo de ventas.
El modelo Upsala establece que las compañías o firmas no se pueden comprometer con grandes volúmenes para exportación hasta que estas empresas hayan adquirido importantes niveles de conocimiento basado en la experimentación, y es por ello que la internacionalización se desarrolla a largo plazo, en procesos que tratan de minimizar riesgos gracias al extensivo conocimiento que adquiere la firma en términos de regulaciones, mercados, investigación, desarrollo de marca, mercadotecnia, entre otros.
Finalmente el modelo Upsala especifica que el nivel de compromiso de los miembros de la empresa podría verse mermado o cesado si los objetivos no son completamente satisfechos.
El modelo Upsala fue desarrollado por académicos de la Universidad sueca de Upsala.